# یواس‌اس دانیل (دی‌ئی-۳۳۵)
یواس‌اس دانیل (دی‌ئی-۳۳۵) (به انگلیسی: USS Daniel (DE-335)) یک کشتی بود که طول آن ۳۰۶ فوت (۹۳ متر) بود. این کشتی در سال ۱۹۴۳ ساخته شد.